# Света Богородица Фанеромени (Костур)
Вижте пояснителната страница за други значения на Света Богородица Фанеромени.
„Света Богородица Фанеромени“ (на гръцки: Παναγία Φανερωμένη, Панагия Фанеромени) е средновековна православна църква в град Костур (Кастория), Егейска Македония, Гърция.

## Местоположение
Храмът е построен в северния склон на едноименния хълм над махалата Позери, край по-късно разрушените византийски цистерни. Традиционно принадлежи към енория „Свети Лука“.

## История
Църквата датира от XIV век и според историческите извори е католикон на манастир.
В 1924 година църквата е обявена за паметник на културата.

## Архитектура
В архитектурно отношение храмът представлява еднокорабна базилика. Сградата отвън не е украсена, ако не се брои апсидата.

## Стенописи
Във вътрешността са запазени стенописи от втората половина на XIV век, дело на майстори от Костурската художествена школа, с много добро качество, но за съжаление затъмнени от дим.
- Стенописи
- Христос от Сваляне от кръста
- Христос от Дейсис
- Христос Вседържител, иконостасна икона
- Светец